# Butch Lochner
Pour les articles homonymes, voir Butch.

a Compétitions nationales et continentales officielles uniquement.

b Matchs officiels uniquement.
George Philippus "Butch" Lochner, né le 1er février 1931 à Stellenbosch et mort le 27 août 2010 à Langebaan, est un ancien joueur de rugby international sud-africain. Il évolue au poste de numéro 8.

## Carrière
Il dispute son premier test match le 3 septembre 1955 contre les Lions britanniques comme troisième ligne centre pour une rencontre. L'année suivante il est retenu pour deux matchs pour affronter les Wallabies. Les Sud-africains se déplacent en Nouvelle-Zélande, il joue quatre fois contre les All Blacks. 
Il fait partie de l'équipe des Springboks de 1958 qui affrontent les Français dans une série historique pour les Bleus. 
Il passe le début de sa carrière au sein de la province de Western Province, avant de jouer avec les Border.

## Palmarès
- 9 sélections
- 2 essais, 6 points
- Sélections par saison : 1 en 1955, 6 en 1956, 2 en 1958.